# 東洋アルミニウム
東洋アルミニウム株式会社（とうようアルミニウム、英称:Toyo Aluminium K.K.）は、日本軽金属ホールディングス傘下のアルミニウム製品メーカー。アルミ箔・アルミペーストともにシェア世界トップクラスであり、欧・米・韓・中国に事業展開している。
蓮の葉の撥水効果（ロータス効果）を利用し、ヨーグルトの蓋裏にヨーグルトが付着しないようにした技術を開発するなどの実績がある。

## 沿革

### 旧・東洋アルミニウム
- 1931年（昭和6年）4月 - アルミ箔と板の製造販売を目的として、カナダのアルミニウム・リミテッドと住友伸銅鋼管株式会社との折半出資により、住友アルミニウム株式会社を設立。桜島（大阪市）の板工場及び八尾の箔工場において生産開始。
- 1947年（昭和22年）11月 - 戦災を受けた桜島工場の鋳造・板製造設備を八尾工場に移設し、桜島工場を閉鎖。
- 1950年（昭和25年）4月 ‐ 財閥解体により、商号を東洋アルミニウム株式会社に変更。
- 1957年（昭和32年）7月 - アルミニウム・ラボラトリーズ・リミテッドからアルミペースト製造販売の特許実施権を譲り受け、新設の竜田工場において生産開始。
- 1962年（昭和37年）9月 - 大阪証券取引所市場第二部上場。
- 1966年（昭和41年）11月 - 販売部門の強化充実のため、ビヤス商事株式会社（現・東海東洋アルミ販売）を設立。
- 1967年（昭和42年）6月 - 東京証券取引所市場第二部上場。
- 1968年（昭和43年）10月 - アルミパウダー製造のため新庄工場を新設。
- 1969年（昭和44年）11月 - アルミ箔容器の製造販売を目的として、米国のエコー・プロダクツ・インコーポレイテッド（現・パッケージング・コーポレーション・オブ・アメリカ）との合弁で東洋エコー株式会社を設立。
- 1970年（昭和45年）1月 - アルミ箔の製造販売を目的として、韓国に三亜アルミニウム株式会社を設立 （三真アルミニウム株式会社と合弁）。
- 1974年（昭和49年）5月 - 東京・大阪証券取引所市場第一部に指定替え。
- 1976年（昭和51年）5月 - 家庭用アルミ箔製品の製造販売を目的として、東洋アルミホイルプロダクツ株式会社を設立。
- 1977年（昭和52年）4月 - 竜田工場を新庄工場に統合し、竜田工場を閉鎖。
- 1978年（昭和53年）10月 ‐ 関東地区でのアルミ箔加工品の生産拠点として、群馬工場を新設。
- 1982年（昭和57年）7月 - アルミパウダー・ペーストの製造販売を目的として、フランスにアルキャン－東洋アメリカ社（現・トーヤルアメリカ社）を設立（アルミニウム・アルキャン・コーポレーションと合弁）[4]。
- 1987年（昭和62年）12月 - 高純度窒化アルミニウム粉の生産開始。
- 1993年（平成5年）6月 - アルミニウム及び合金微細粉末の生産技術の開発や製造・販売を行なうため、アルキャン－東洋ヨーロッパ社（現トーヤルヨーロッパ社）の当該設備を分離し、フランスにフジヤマ社を設立。
- 1996年（平成8年）3月 - フランスのフジヤマ社を清算。
- 1999年（平成11年）
  - 5月12日 ‐ 株式会社東洋アルミニウム販売を設立。
  - 10月1日 - 旧東洋アルミニウムが日本軽金属株式会社と合併して解散。
  - 10月1日 ‐ 株式会社東洋アルミニウム販売が旧東洋アルミニウムから営業の一部を譲り受け、社名を東洋アルミニウム株式会社と改称。

### 現・東洋アルミニウム
- 2005年（平成17年）10月 ‐ トーヤルテクノフロンティア株式会社を設立
- 2007年（平成19年）
  - 4月 - 中国広東省にアルミペーストの製造・販売会社、肇慶東洋鋁業有限公司を設立。
  - 10月 - 東海アルミ箔株式会社を子会社化。
  - 12月 - 有色メタリック顔料の製造を目的として株式会社ミレニアムゲートテクノロジーを子会社化。
- 2009年（平成21年）12月 - 中国湖南省のアルミパウダー製造・販売会社、湖南寧郷吉唯信金属粉体有限公司を子会社化。
- 2011年（平成23年）4月 - 昭和アルミパウダー株式会社を子会社化。
- 2012年（平成24年）10月 - サン・アルミニウム工業株式会社を子会社化（現・東洋アルミ千葉株式会社）。

## グループ企業
アルミニウム関連の子会社を多く擁する。
主な国内関係会社
- 東洋アルミエコープロダクツ株式会社
- 東海東洋アルミ販売株式会社
- 東洋アルミ興産株式会社
- アルファミック株式会社

海外関係会社
- トーヤルヨーロッパ社
- トーヤルアメリカ社
- 三亜アルミニウム株式会社
- 肇慶東洋鋁業有限公司
- 湖南寧郷吉唯信金属粉体有限公司